# Albertinen-Diakoniewerk
Das Albertinen-Diakoniewerk e. V. wurde 1907 von der Oberin Albertine Assor gegründet und war bis 2018 der größte diakonische Krankenhausträger in Hamburg. Konfessionell war das Diakoniewerk mit dem Bund Evangelisch-Freikirchlicher Gemeinden/Baptisten verbunden.

## Geschichte
Die Diakonissenoberin Albertine Assor gründete mit mehreren Mitschwestern den Diakonissenverein Siloah am 1. Mai 1907, der zunächst hauptsächlich ein Heim für junge erwerbstätige Mädchen betrieb. Ab 1927 kamen in Pachtverträgen weitere Krankenhäuser dazu. Das Haus wurde 1940 in Albertinenhaus umbenannt und erhielt 1986 die Vereinsbezeichnung Albertinen-Diakoniewerk e. V.
Am 1. April 2019 fusionierte das Albertinen-Diakoniewerk mit der Immanuel Diakonie zur Immanuel Albertinen Diakonie. Der Sitz der Immanuel Albertinen Diakonie gGmbH ist in Hamburg.

## Einrichtungen
Das Diakoniewerk betrieb in der Albertinen-Gruppe das Albertinen-Krankenhaus und das Albertinen-Haus – Zentrum für Geriatrie und Gerontologie in Hamburg-Schnelsen, das Evangelische Amalie-Sieveking-Krankenhaus, die Residenz am Wiesenkamp, das Feierabendhaus sowie das Diakonie-Hospiz Volksdorf in Hamburg-Volksdorf.
Zur Albertinen-Gruppe gehörten auch ein Blutspendedienst, die Albertinen-Schule als zentrale Ausbildungsstätte für die Generalisierte Pflegeausbildung und den dualen Studiengang Pflege (in Kooperation mit der Hochschule für Angewandte Wissenschaften Hamburg) mit 144 Plätzen, zwei ambulante Pflegedienste, eine Akademie für Fort- und Weiterbildung, zwei Kindertagesstätten mit insgesamt 238 Plätzen sowie weitere Einrichtungen für Patienten und Mitarbeiter. Gewerbliche Betriebe innerhalb der Albertinen-Gruppe waren unter anderem die Albertinen-Services GmbH und die Albertinen-Zentrale Dienste GmbH.

## Stiftung
Die Albertinen-Stiftung förderte die Arbeit des Albertinen-Diakoniewerks und unterstützte humanitäre und soziale Projekte.